# Neustift bei Güssing
Neustift bei Güssing är en ort och kommun i Österrike. Den ligger i distriktet Güssing i förbundslandet Burgenland, i den östra delen av landet, 130 km söder om huvudstaden Wien. Antalet invånare år 2023 är 446. Arean är 11,4 kvadratkilometer.